# Montalbanejo
Montalbanejo es un municipio y localidad española de la provincia de Cuenca, en la comunidad autónoma de Castilla-La Mancha. El término municipal tiene una población de 84 habitantes (INE 2024).

## Historia
A mediados del siglo XIX, la villa tenía contabilizada una población de 1189 habitantes. Aparece descrita en el decimoprimer volumen del Diccionario geográfico-estadístico-histórico de España y sus posesiones de Ultramar de Pascual Madoz de la siguiente manera:

MONTALVANEJO: v. con ayunt. en la prov. y dióc. de Cuenca (7 leg.), part. jud. de Belmonte (4), aud. terr. de Abacete (17), c. g. de Castilla la Nueva (Madrid 21). sit. en una superficie llana y algo elevada, terminando el casco de la pobl. en la punta de una sierra; su clima es frio, combatido por los vientos de E. y O., y muy propenso á dolores de costado. Consta de 290 casas de mediana construccion y a propósito para las faenas agrícolas; hay cárcel y hospital para socorro de los enfermos pobres y transeuntes; escuela de primeras letras dotada con 1,100 rs., y á la que concurren de 40 á 44 niños y otra de niñas sin dotacion fija pagada por los padres de estas; para surtido del vecindario hay varios pozos de mediana agua; la igl. parr. bajo la advocacion de la Asuncion de Nuestra Señora, está servida por un cura de primer ascenso, un beneficiado y un sacristan; en el centro del pueblo se halla la ermita de la Virgen de los Remedios, de mucha devocion. Confina el térm. por N. Villares del Saz (1 leg.); por E. con la Almarcha (á 2); por S. Villalgordo del Marquesado (1), y por O. con Villar de Cañas á igual dist.: la calidad de su terreno es mediana, siendo la mayor parte de segunda y tercera clase y la restante de inferior: en la parte de vega hay una acequia madre, único arroyo que en su térm. se halla, y al E. del pueblo un monte enteramente descuajado. Los caminos son locales, y uno de Madrid para Valencia que en tiempo de invierno se pone casi intransitable. La correspondencia se recibe de Villar del Saz por balijero los lunes, jueves y sábados, y sale, domingos, miércoles y viernes. prod.: trigo, cebada, centeno, avena, escaña, guijas, garbanzos, anís, vino y poco aceite, patatas, miel y algun azafran; se cria ganado lanar de muy buena clase, y caza de liebres, perdices y conejos. ind.: la agrícola y fabricacion de paños y lienzos bastos para consumo del pueblo. comercio: la esportacion de cereales para Valencia é importacion de arroz, bacalao, algun aceite y vino. pobl.: 299 vec., 1,189 alm. cap. prod.: 3.384,840 rs. imp.: 192,242. El presupuesto municipal asciende á 9,000 rs., de los que se pagan 1,800 rs. al secretario de ayunt., y el todo se cubre con los fondos de propios y otros arbitrios.
(Madoz, 1848, pp. 518-519)

## Demografía
Montalbanejo cuenta con una población de 84 habitantes (INE 2024).

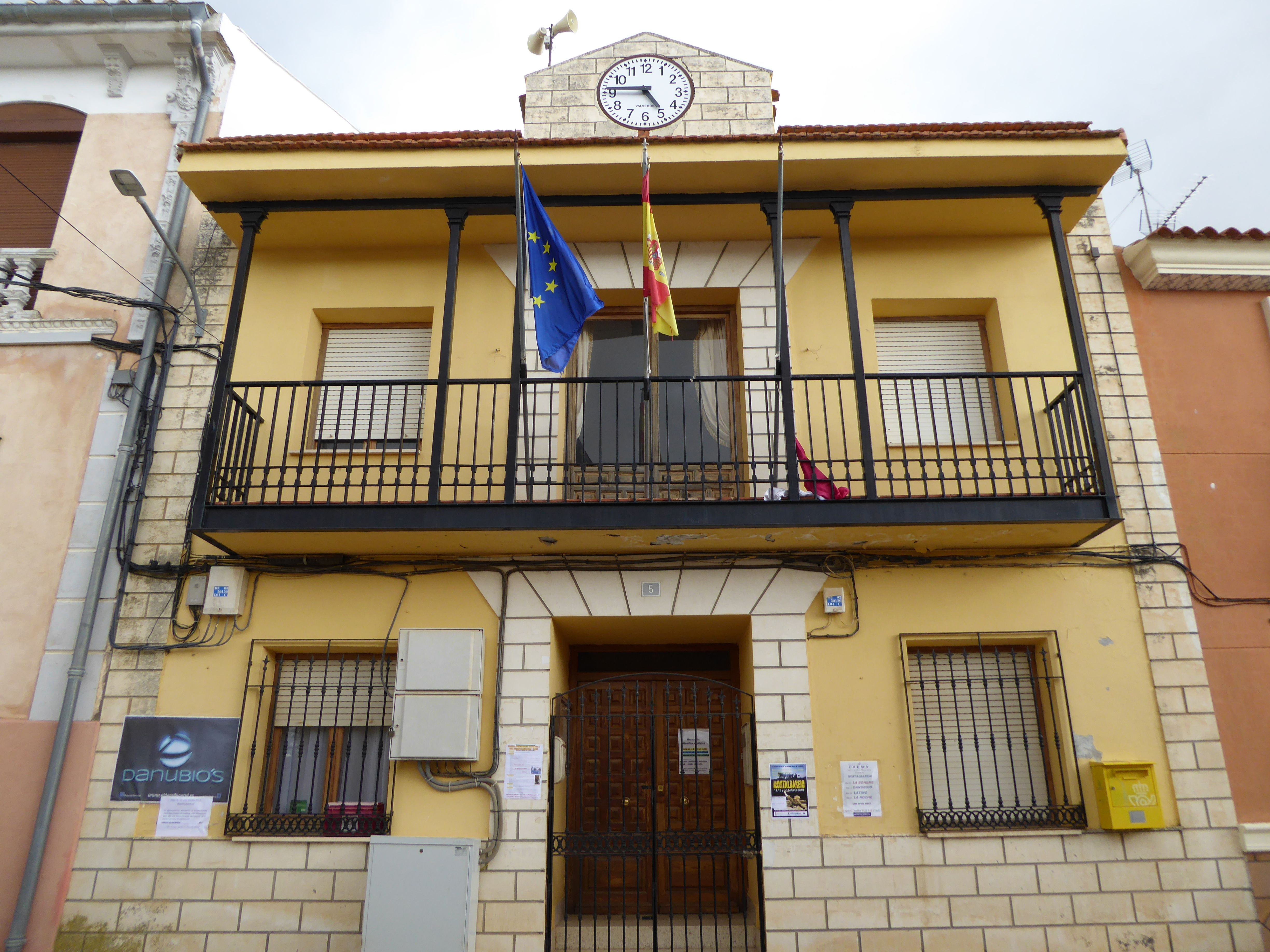
Casa consistorial

| Gráfica de evolución demográfica de Montalbanejo entre 1842 y 2021                                                                                                |
| |
| Población de derecho según los censos de población del INE Población de hecho según los censos de población del INEEn este censo se denominaba Montalvanejo: 1842 |

| 1991 |  | 1996 |  | 2001 |  | 2004 |  | 2009 |  | 2015 |
| ---- |  | ---- |  | ---- |  | ---- |  | ---- |  | ---- |
| 238  |  | 218  |  | 187  |  | 177  |  | 141  |  | 118  |

## Patrimonio

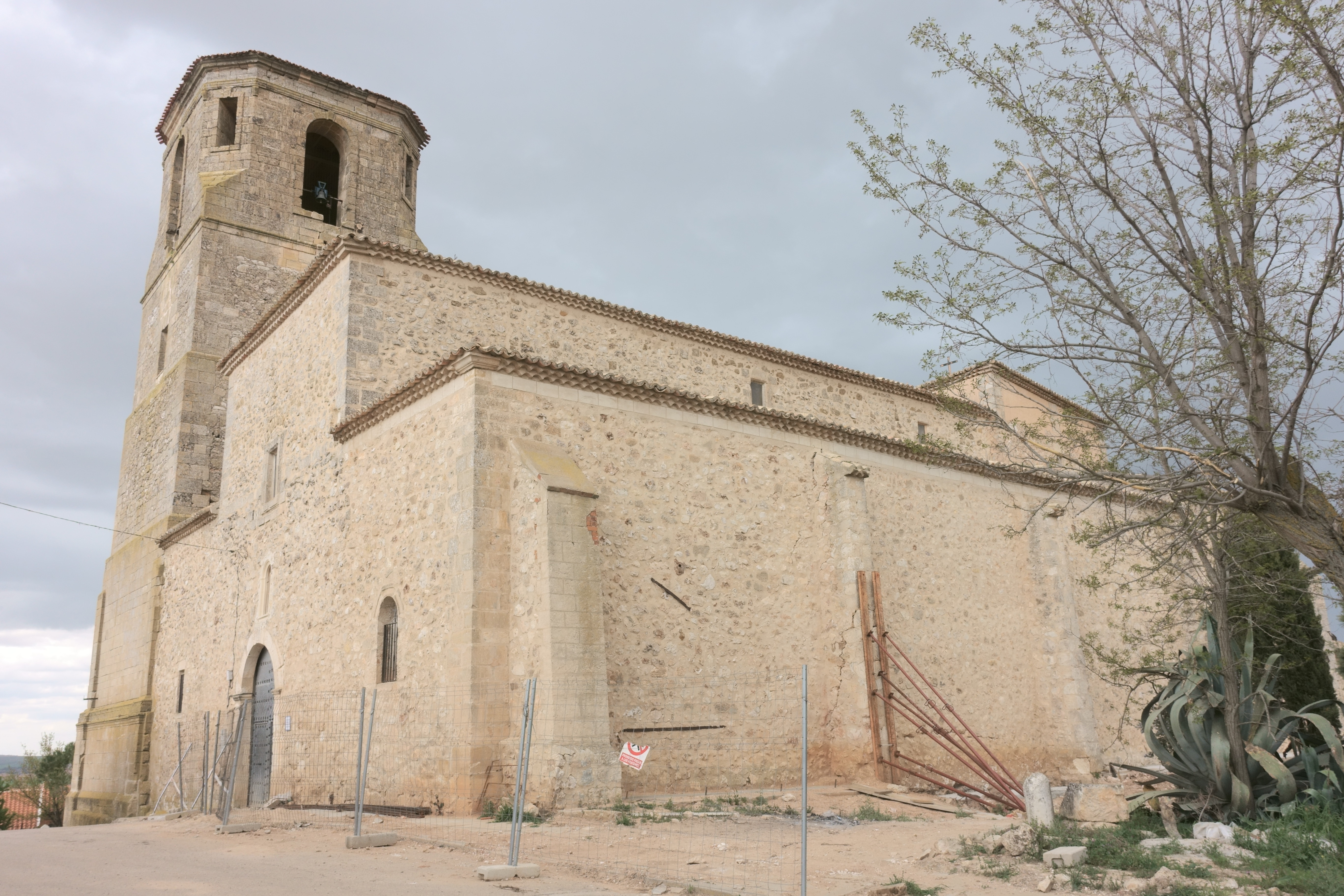
Iglesia de la Asunción

En la localidad hay una iglesia bajo la advocación de la Asunción de Nuestra Señora.